# Ri Jong-oh
Ri Jong-oh (Hangul:리종오), (7 de noviembre de 1943 en Pyongan del Norte, Corea japonesa, actual Corea del Norte-8 de noviembre de 2016) fue un compositor norcoreano.

## Reseña biográfica
Es de Guseong- si, provincia de Pyongan del Norte. Después de graduarse de la Facultad de Música y Danza de Pyongyang (ahora Facultad de Música Kim Won-gyun) en 1960, trabajó como profesor en la Facultad de Música y Danza de Pyongyang. En 1979 del compositor único de Coro y Orquesta Sinfónica merecidos por el Estado del Ejército Popular de Corea y  Mansudae Art Troupe en el que estuvo activo como compositor en la década de 1980 desde el final de en Pochonbo Electronic Ensemble y trabajó como compositor y director.
Recibió el título de Artista del Pueblo en 1989, el Premio Kim Il-Sung en 1991, el título de Héroe de la Lealtad en 1992 y la Medalla Kim Il-sung en 1994. Escribió canciones como "Silbido", "Mi pais el Mejor", "Las Mujeres son flores", "No puedo decirlo todavía", "La Mujer de ciudad viene a casarse", además de "Viva el gran comandante Kim Il-sung", "Sin ti, no hay patria" y“ Paso a Paso”. El 8 de noviembre de 2016 falleció a los 73 años por un infarto agudo de miocardio.

## Distinciones
- Artista Popular de la República Popular Democrática de Corea(1989)
- Orden de Kim Il-sung (1991)